# Tanaecia upasakas
Tanaecia upasakas är en fjärilsart som beskrevs av Hans Fruhstorfer 1913. Tanaecia upasakas ingår i släktet Tanaecia och familjen praktfjärilar. Inga underarter finns listade i Catalogue of Life.